# François Franck
François Franck (14. září 1904 – 6. srpna 1965) byl belgický reprezentační hokejový obránce.
V roce 1924 a 1928 byl členem Belgického hokejové týmu, který skončil 2x osmý na zimních olympijských hrách.